# Dúdar
Dúdar er en by og kommune i det sydøstlige Spanien i provinsen Granada. Den har et indbyggertal på 373 (2024) indbyggere.